# Petrus Jozef de Caters

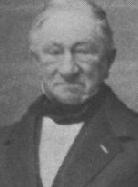
Petrus Jozef de Caters

Pierre Joseph (Petrus Jozef) de Caters (Antwerpen, 6 juni 1769 – 18 februari 1861) was een Belgisch bankier uit Antwerpen. Hij was tevens politiek actief en een tijdlang burgemeester van Berchem.

## Leven
Petrus Jozef de Caters stamde uit de welstellende Antwerpse familie de Caters. Hij was de zoon van Jean Pierre Ernest de Caters (1735 - 1785) en Johanna Marie d'Henssens, en de broer van Willem Andreas de Caters. Zijn vader was actief met vastgoedinvesteringen. Op 24 juni 1810 huwde hij met Jeanne Antoinette (Joanna Antonia) Ergo (1772-1857). Jeanne Antoinette Ergo was de weduwe van Charles Jean Michel de Wolf (1747 - 1806), bankier en oprichter van de bank C.J.M. de Wolf, die later zou opgaan in Crédit Lyonnais Belgium. Door dit huwelijk kwam de Caters aan het hoofd van de bank te staan.
Petrus Jozef de Caters en zijn vrouw woonden op de Catershoeve in Merksem en hadden twee zonen, Constantin Pierre (1811-1884) en Ernest Pierre Marie (1815-1876). 
De Caters was ook politiek actief. Hij was een oranjegezind gemeenteraadslid en van 20 oktober 1818 tot 25 december 1831 burgemeester van Berchem.
Op 28 maart 1828 stichtte hij, in de nadagen van het Nederlandse bewind, de Koninklijke Tuin- en Landbouwmaatschappij van Antwerpen (KTLMA), die nog steeds zo heet, maar in de wandeling 'Tuinpunt' wordt genoemd. In Engeland bestond toen al de Horticultural Society of London (thans de RHS). 
In 1839 kocht De Caters voor 120.000 gulden het landgoed Wouwse Plantage van de Nationale Domeinen. Het land maakte oorspronkelijk deel uit van het markiezaat Bergen op Zoom en was ontstaan na de ontginning van het land ten zuidwesten van Roosendaal. De Caters liet het domein volplanten met dennen, meer bepaald vooral Corsicaanse den en grove den. Het hout was bestemd voor de mijnbouw in Limburg. De bosarbeiders die hiervoor nodig waren, kwamen in de buurt wonen. Hierdoor werd de Caters de facto de stichter van het dorp Wouwse Plantage. Door vererving is het landgoed nu in het bezit van de familie Speeckaert. Sinds 1973 bevindt zich hier Golfclub Wouwse Plantage.
In 1843 was de Caters medestichter en eerste directeur van de Koninklijke Maatschappij voor Dierkunde Antwerpen, de organisatie achter de ZOO Antwerpen, die dat jaar werd geopend in aanwezigheid van onder meer koning Leopold I en de Caters.
Tot zijn dood was de Caters voorzitter van de kerkfabriek van de Sint-Joriskerk te Antwerpen. In de kerk bevindt zich een koperen gedenkplaat ter herinnering aan Petrus Jozef de Caters en zijn vrouw Joanna Antonia Ergo. Ze staan er allebei op afgebeeld, knielend voor Maria met Jezus op haar schoot. Achter hen staan hun respectieve patroonheiligen Jozef en Petrus, en Johanna en Antonius van Padua.
Hij stierf in 1861 en werd begraven in het grafmonument van de familie de Caters in het Schoonselhof.

## Erkenning
In 1849 werd hij tot ridder benoemd in de Leopoldsorde. Hij werd ook ridder in de Zweedse Orde van de Poolster.
In 1857 werd hij door koning Leopold I in de adelstand verheven.
In Berchem, waar de Caters van 1816 tot 1831 burgemeester was, werd later een straat naar hem genoemd: de Baron de Catersstraat. Ook in Nederland, in Wouwse Plantage, werd een straat naar hem genoemd, als erkenning voor zijn bijdrage in de oprichting van het dorp. Deze straat heet eveneens de Baron de Catersstraat. Ook te Merksem is er een Catershoflaan, van aan het oude Catershof tot het huidige Jan Palfijnziekenhuis.